# Uri Rosenthal
Uriël "Uri" Rosenthal, född 19 juli 1945 i Montreux i Schweiz, är en nederländsk politiker. Han var ledamot av Generalstaternas första kammare för högerliberala Folkpartiet för Frihet och Demokrati 1999-2010 och var parlamentarisk gruppledare 2005-2010. Rosenthal var 2010-2012 Nederländernas utrikesminister i regeringen Mark Rutte I. Vid sidan av sina politiska uppdrag är han professor i offentlig förvaltning vid Universitetet i Leiden.